# David di Donatello

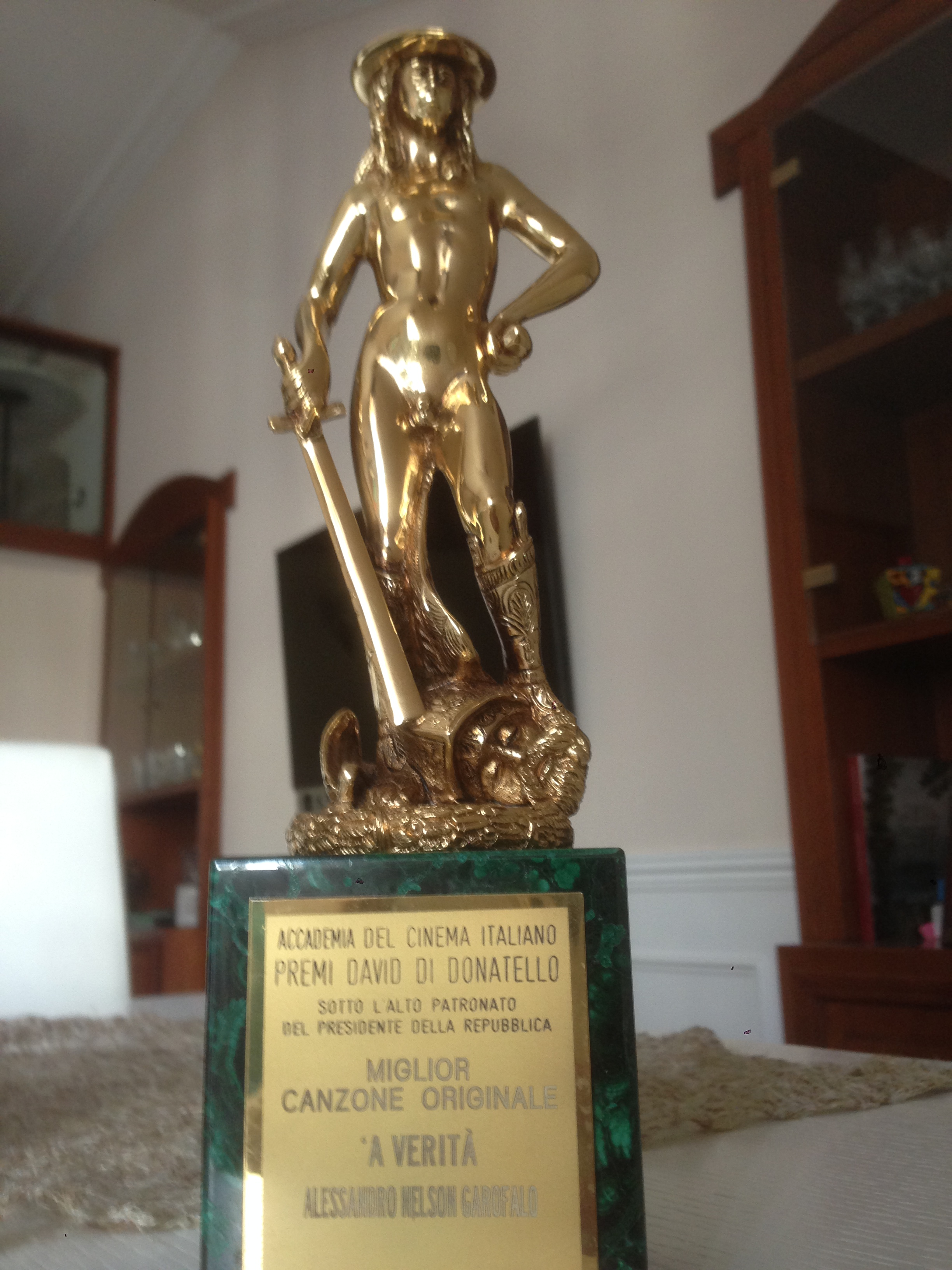
Prêmio David de Donatello

O Prêmio David di Donatello, às vezes chamado simplesmente de Prêmio David, é o mais importante prêmio cinematográfico da Itália, concedido pela Academia do Cinema Italiano.
O prêmio, atribuído desde 1956, leva o nome da  escultura homônima realizada por Donatello, por volta de 1440.